# Ernest Borgnine
Ermes Effron Borgnino (Hamden, Connecticut, 24 de enero de 1917-Los Ángeles, 8 de julio de 2012), conocido como Ernest Borgnine , fue un prolífico actor estadounidense ganador de los premios Óscar y Globo de Oro. Se destacó por su voz ronca pero relajada y su apariencia cómica. También apareció como invitado en numerosos programas de entrevistas y como panelista en varios programas de juegos.

## Biografía
Ermes Effron Borgnino nació en la modesta familia de inmigrantes italianos formada por Carlo Borgnino y Anna Boselli, procedentes de Módena, Italia. Tras el divorcio de sus padres acompañó a su madre de regreso a Italia con tan solo dos años de edad. Pero, a los cinco, Ermes regresó a Estados Unidos debido a la situación sociopolítica que vivía Italia después de la Primera Guerra Mundial y se instaló en Hamden, Connecticut. Se graduó en la James Hillhouse High School en New Haven, Connecticut.
En 1935, Borgnine se alistó en la marina de los Estados Unidos y, aunque se desvinculó de ella, volvió en 1941 para servir al país en la Segunda Guerra Mundial hasta 1945.

## Carrera
Después de diez años de deambular sin oficio, fue su madre quien le sugirió probar con la interpretación, ya que Ernest tenía una fuerte personalidad. Borgnine entra en la Randall School de Drama de Hartford, Connecticut. Después de graduarse, es contratado por el Barter Theatre de Abingdon, Virginia. En 1949, debuta en Broadway en el papel de enfermero en la obra Harvey.
En 1952, se traslada a Los Ángeles, California, para probar suerte en el cine, pero hizo su debut en una serie televisiva llamada Captain Video and his Video Rangers. Al poco tiempo, recibe un papel importante en De aquí a la eternidad (1953), donde interpreta al cruel sargento "Fatso" Judson, que mata a Maggio (personaje encarnado por Frank Sinatra). Poco después, también entraría en el reparto de otros grandes clásicos, como Johnny Guitar (1954), protagonizada por Joan Crawford; Veracruz (1954), con Gary Cooper, Burt Lancaster, Sara Montiel y otras estrellas, y Conspiración de silencio (1955), con Spencer Tracy.
Borgnine de aquí en adelante destacaría como actor secundario, convirtiéndose en una celebridad del cine clásico.
La principal característica actoral de Borgnine fue que a través de su corpulenta, masiva, fuerte y brusca presencia física irradiaba torrentes de emociones reconocibles de una gran credibilidad. En casi todas sus actuaciones, Borgnine hacía gala de su gran derechazo propinado a algún antagonista.
Sería muy apreciado por los directores Robert Aldrich y Richard Fleischer. 
En 1955, Borgnine protagoniza Marty, versión de una serie de televisión, por la cual gana el Óscar de la Academia al mejor actor. A partir de ahí, la cara de Borgnine se hace habitual en muchas películas en las que participa como actor secundario. 
Así, la enorme lista de Borgnine en esta época incluye Banquete de bodas, junto con Bette Davis (1956); Los vikingos (1958), con Kirk Douglas; Desnuda frente al mundo (1961), con Gina Lollobrigida y Anthony Franciosa; El vuelo del Fénix (1965), con James Stewart; Doce del patíbulo (1967), con Lee Marvin; Grupo salvaje (1969), de Sam Peckinpah; Hannie Caulder (1971), con Raquel Welch y Robert Culp, y El abismo negro (1979).
Paralelamente, de 1962 hasta 1966 protagonizó la popular Comedia de situación McHale's Navy, en la que recibe una nominación al premio Emmy como mejor actor principal de comedia en 1963 y de la que también filmó dos versiones cinematográficas de igual título, en 1964 y 1997. Posteriormente, Borgnine vuelve a introducirse en la televisión con la serie de acción Airwolf (1984 a 1986). En 1967 realiza una incursión en el teatro, protagonizando, junto con Don Rickles, la comedia The Odd Couple, de Neil Simon.
En 1972, protagoniza al decadente e irritable detective Mike Romo en La aventura del Poseidón, donde destaca por la gran credibilidad de su personaje. 
En 1977, Ernest Borgnine es aceptado por Franco Zeffirelli para actuar como el único centurión romano que se relaciona con Jesucristo en la clásica película Jesús de Nazaret (1977), papel que desempeña con una gran emotividad.
Por su contribución en el mundo del cine, Ernest Borgnine recibió una estrella en el Paseo de la fama de Hollywood situada en el 6324 de Hollywood Boulevard. En 1996, Borgnine viajó por todos los Estados Unidos para encontrarse con sus fanes. El viaje fue grabado y editado bajo el nombre de Ernest Borgnine on the Bus. Cuando no estaba trabajando en alguna película, Borgnine se mantenía sumamente activo realizando obras de caridad u organizando actos de beneficencia por los Estados Unidos.
Desde 1999, Borgnine dio su voz a la serie de Bob Esponja e incluso ha aparecido en un episodio de Los Simpson haciendo de sí mismo.
En 2010, Ernest participó en el filme de acción Red junto con un plantel de estrellas: Bruce Willis, John Malkovich, Morgan Freeman, Helen Mirren... Borgnine ha actuado en dos proyectos más, llamados Snatched y The Genesis Code, de los cuales no se sabe aún la fecha de estreno.
En 2011, Ernest Borgnine fue homenajeado con un reconocimiento a su trayectoria, recibiendo un premio honorífico del Sindicato de Actores.

## Fallecimiento
Ernest Borgnine falleció el 8 de julio de 2012. Borgnine sufrió una insuficiencia renal y fue ingresado en el Cedars-Sinai Medical Center, en California. En sus últimas horas estuvo acompañado de su esposa e hijos, los cuales después le dieron sepultura.
Pese a que Borgnine falleció en 2012, 3 años después Paramount Pictures le brindó homenaje en su memoria con Bob Esponja: Un héroe fuera del agua en 2015.

## Filmografía
- China Corsair (1951), de Ray Nazarro.
- El poder invisible (The mob) (1951), de  Robert Parrish.
- The Whistle at Eaton Falls (1951), de Robert Siodmak.
- De aquí a la eternidad (From Here to Eternity) (1953), de Fred Zinnemann.
- El forastero iba armado (The Stranger Wore a Gun) (1953), de André de Toth.
- Johnny Guitar (Johnny Guitar) (1954), de  Nicholas Ray.
- Demetrio y los gladiadores (Demetrius and the Gladiators) (1954), de Delmer Daves.
- Fieras humanas (The Bounty Hunter) (1954), de André de Toth.
- Veracruz (Veracruz) (1954), de  Robert Aldrich.
- Conspiración de silencio (Bad Day at Black Rock) (1955), de  John Sturges.

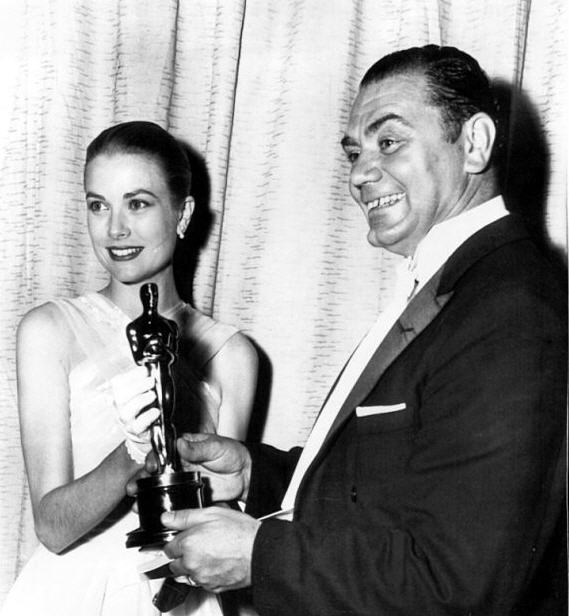
El 21 de marzo de 1956, Grace Kelly entregó a Ernest Borgnine el premio Óscar al mejor actor de 1955, por su papel en la película Marty.

- Marty (Marty) (1955), de  Delbert Mann.
- Busca tu refugio (Run for Cover) (1955), de Nicholas Ray.
- Violent Saturday (Violent Saturday) (1955), de Richard Fleischer.
- El último comando (The Last Command) (1955), de Frank Lloyd.
- Campeón sin victoria (The Square Jungle) (1955), de Jerry Hopper.
- El hombre pacífico (Jubal) (1956), de Delmer Daves.
- Banquete de bodas (The Catered Affair) (1956), de Richard Brooks.
- El encanto de vivir (The Best Things in Life Are Free) (1956), de Michael Curtiz.
- Difamación de un hombre (These Brave Men) (1957), de Philip Dunne.
- Los vikingos (The Vikings) (1958), de Richard Fleischer.
- Arizona, prisión federal (The Badlanders) (1958), de Delmer Daves.
- El último torpedo (Torpedo Run) (1958), de  Joseph Pevney.
- La trampa vacía (The Rabbit Trap)  (1959), de Philip Leacock.
- Pendiente de un hilo (Man on a String) (1960), de André de Toth.
- Paga o muere (Pay or Die) (1960), de  Richard Wilson.
- El rey de Poggioreale (Black City) (1961), de Duilio Coletti.
- Los guerrilleros (The Italian Brigands) (1961), de Mario Camerini.
- Desnuda frente al mundo (Go Naked in the World) (1961), de Ranald MacDougall.
- El juicio universal (Il Giudizio Universale/The Last Judgement ) (1961), de Vittorio De Sica.
- Barrabás (Barabbas) (1962), de Richard Fleischer.
- El vuelo del Fénix (The Flight of the Phoenix) (1965), de Robert Aldrich.
- El Óscar (1966), de Russell Rouse.
- McHale's Navy Joins the Air Force (TV).
- Doce del patíbulo (The Dirty Dozen) (1967), de  Robert Aldrich.
- Chuka (Chuka) (1967), de  Gordon Douglas.
- The Man Who Makes the Difference (1968) (cortometraje).
- La leyenda de Lylah Clare (The Legend of Lylah Clare) (1968), de  Robert Aldrich.
- Estación Polar Cebra (Ice Station Zebra) (1968), de  John Sturges.
- El reparto (The Split) (1968), de  Gordon Flemyng.
- Grupo salvaje (Wild Bunch) (1969), de  Sam Peckinpah.
- Los desesperados (A Bullet for Sandoval) (1969), de Julio Buchs.
- Los libertinos (The Adventurers) (1970), de Lewis Gilbert.
- Esta noche vamos de guerra (Suppose They Gave a War and Nobody Came?) (1970), de Hy Averback.
- Los largos días de la violencia (L'Uomo dalla pelle dura/Ripped Off ) (1971), de Francesco Prosperi.
- La revolución de las ratas (Willard) (1971), de Daniel Mann.
- Una pícara ladrona (Bunny O'Hara) (1971), de Gerd Oswald.
- Ana Coulder (Hannie Caulder) (1971), de Burt Kennedy.
- Bunny O'Hare (1971), de Gerd Oswald.
- The World of Sport Fishing (1972) (documental).
- Film Portrait (1972) (documental), de Jerome Hill.
- Los vengadores (The Revengers) (1972), de Daniel Mann.
- La aventura del Poseidón (The Poseidon Adventure) (1972), de  Ronald Neame.
- El emperador del norte (1973), de Robert Aldrich.
- Odisea bajo el mar (The Neptune Factor) (1973), de  Daniel Petrie.
- Law and Disorder (1974), de Ivan Passer.
- Domingo sangriento (Sunday in the Country) (1974), de John Trent.
- La lluvia del diablo (The Devil's Rain) (1975), de Robert Fuest.
- Destino fatal (Hustle) (1975), de Robert Aldrich.
- Disparo (Shoot) (1976), de Harvey Hart.
- Yo, el mejor (The greatest) (1977), de Tom Gries.
- El bosque en llamas (Fire!), de  Earl Bellamy.
- Jesús de Nazaret (Jesus of Nazareth) (1977), de  Franco Zeffirelli.
- El príncipe y el mendigo (Crossed Swords) (1978), de Richard Fleischer.
- Convoy (Convoy) (1978), de Sam Peckinpah.
- El fantasma del Vuelo 401 (The Ghost of Flight 401) (1978), de Steven Hilliard Stern.
- El planeta de los buitres (Ravagers) (1979), de Richard Compton.
- The Double McGuffin (1979), de Joe Camp.
- Sin novedad en el frente (All Quiet on the Western Front) (1979), de Delbert Mann.
- El abismo negro (The Black Hole) (1979), de Gary Nelson.
- El día del fin del mundo (When Time Ran Out...) (1980), de James Goldstone.
- El superpoderoso (Super Fuzz) (1980), de Sergio Corbucci.
- Alto riesgo (High Risk) (1981), de Stewart Raffill.
- 1997, Rescate en Nueva York (Escape from New York) (1981), de John Carpenter.
- Bendición mortal (Deadly Blessing) (1981), de Wes Craven.
- Jóvenes guerreros (Young Warriors) (1983), de Lawrence D. Foldes.
- Comando patos salvajes (Code Name: Wild Geese) (1984), de Antonio Margheriti.
- Los últimos días de Pompeya (Code Name: The Last Days of Pompeii) (1984), de Peter R. Hunt.
- Lobo del aire (Code Name: Airwolf) (1984-1987), (serie televisiva de cuatro temporadas) de Donald P. Bellisario.
- Cacería del hombre (The Manhunt) (1985), de Fabrizio De Angelis.
- El desembarco de los mercenarios (Skeleton Coast) (1987), de John Cardos.
- El oponente (The Opponent) (1987), de Sergio Martino.
- The Big Turnaround (1988), de Joe Cranston.
- Asesinato en la autopista (Moving Target) (1988), de Marius Mattei.
- Any Man's Death (1988), de Tom Clegg.
- Spike of Bensonhurst (1988), de Paul Morrissey.
- Real Men Don't Eat Gummi Bears (1989), de Walter Bannert.
- The Last Match (1990), de Fabrizio De Angelis.
- Tides of War (1990), de Neil Rossati.
- Laser Mission (1990), de Beau Davis.
- Gente de Sunset Boulevard  (1992) (Mistress), de Barry Primus.
- The Outlaws: Legend of O.B. Taggart (1994), de Rupert Hitzig.
- Captiva Island (1995), de John Biffar.
- Merlin's Shop of Mystical Wonders (1996), de Kenneth J. Berton.
- Todos los perros van al cielo 2 (All Dogs Go to Heaven 2) (1996) (voz), de  Paul Sebella y Larry Leker.
- Ernest Borgnine On the Bus (1997) (documental).
- La patrulla de Mchale (McHale's Navy) (1997), de Bryan Spicer.
- Gattaca (Gattaca) (1997), de Andrew Niccol.
- 12 dólares (12 Bucks) (1998), de Wayne Isham.
- Pequeños guerreros (Small Soldiers) (1998) (voz), de Joe Dante.
- BASEketball (1998), de David Zucker.
- La leyenda de Mel (Mel) (1998), de Joey Travolta.
- El último paseo triunfal (The Last Great Ride) (1999), de Ralph Portillo.
- Abilene (1999), de Joe Camp.
- The Lost Treasure of Sawtooth Island (1999).
- The Kiss of Debt (2000).
- Castlerock (2000).
- Hoover (2000) (también productor ejecutivo).
- Whiplash (2002).
- 11'9"01 September 11 (2002) (documental).
- Rail Kings (2002).
- Barn Red (2003).
- The American Hobo (2003) (documental) (narrador).
- The Long Ride Home (2003).
- Blueberry: la experiencia secreta (Blueberry) (2004), de Jan Kounen.
- 3 Below (2005).
- Rail Kings (2005).
- La cura del gorilla (2006).
- Chinaman’s Chance: America’s Other Slaves (2008).
- Enemy Mind  (2010).
- The Genesis Code (2010).
- Red (2010).
- Another Harvest Moon (2010).
- Night Club (2011).
- The Lion of Judah (2011).
- Snatched (2011).
- The man who shook the hand of Vicente Fernandez (2012).

## Trabajos en televisión
- McHale's Navy (1962-1966).
- Sam Hill: Who Killed Mr. Foster? (1971).
- The Trackers (1971).
- Legend in Granite (1973).
- Twice in a Lifetime (1974).
- Holiday Hookers (1976).
- Future Cop (1976).
- Little House on the Prairie (episodio "Jonathan's Mountain").
- The Ghost of Flight 401 (1978).
- Cops and Robin (1978).
- Mágnum (episodio "Mr. White Death") (1982).
- Blood Feud (1983).
- Carpool (1983).
- Mascarada (1983).
- Love Leads the Way: A True Story (1984).
- The Last Days of Pompeii (1984) (miniserie).
- Airwolf (1984-1986).
- The Dirty Dozen: The Next Mission (1985).
- Alice in Wonderland (1985).
- Space Island (1987) (miniserie).
- The Dirty Dozen: The Deadly Mission (1987).
- The Dirty Dozen: The Fatal Mission (1988).
- Ocean (1989) (miniserie).
- Jake Spanner, Private Eye (1989).
- Appearances (1990).
- Home Improvement (1991).
- Mountain of Diamonds (1991).
- Tierarztin Christine (1993).
- Hunt for the Blue Diamond (1993).
- The Simpsons (voz) (1993).
- Tierarztin Christine II: The Temptation (1995).
- The Single Guy (1995-1997).
- SpongeBob SquarePants (voz, Mermaid Man) (1999).
- The Blue Light (2004).
- The Trail to Hope Rose (2004).
- Bert & Becca (2007).
- ER (episodio 19, temporada 15) (2009).

## Premios

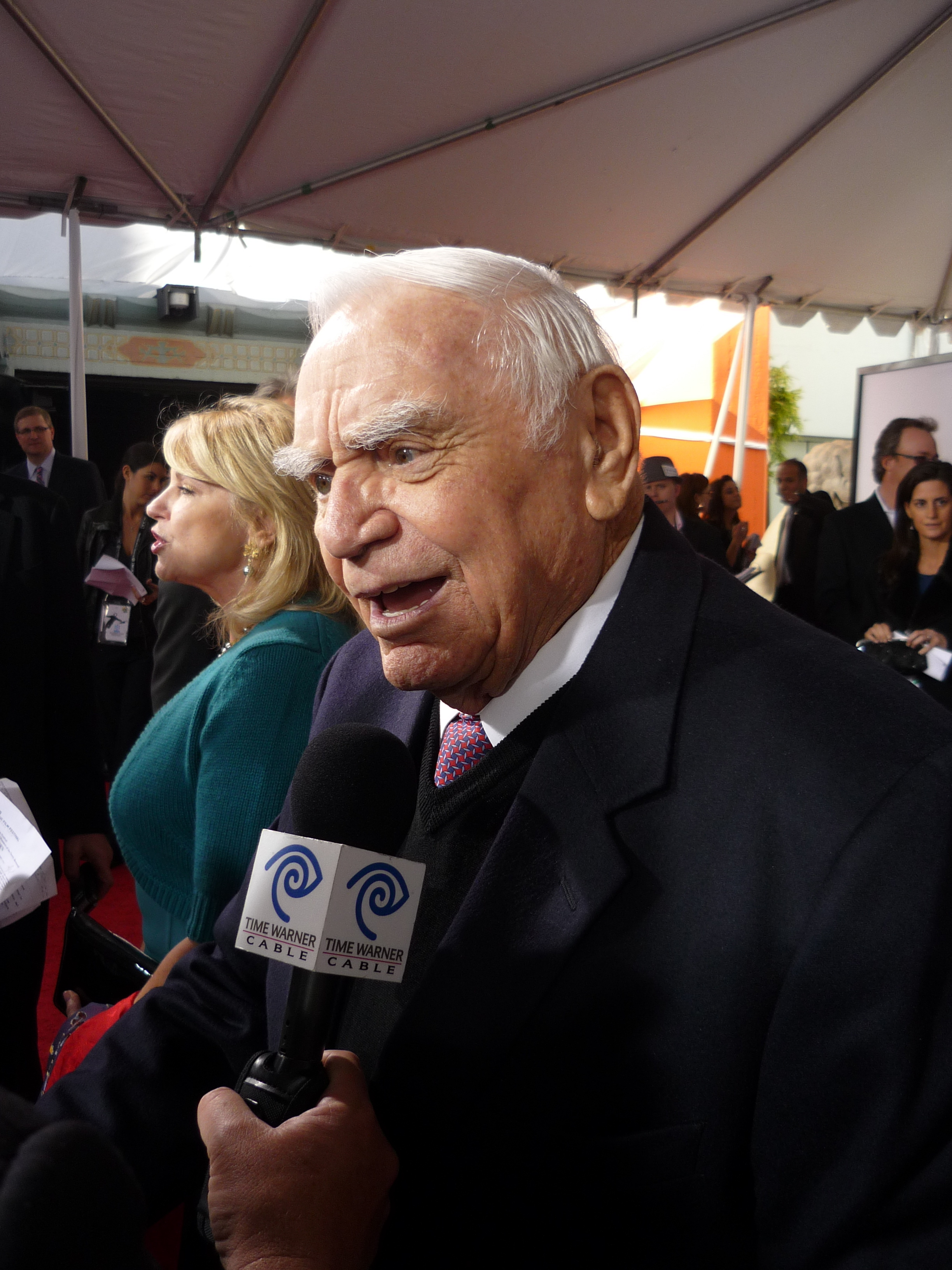
Ernest Borgnine en 2010.

Premios Óscar
| Año  | Categoría   | Película | Resultado |
| ---- | ----------- | -------- | --------- |
| 1956 | Mejor actor | Marty    | Ganador   |

Premios BAFTA
| Año  | Categoría   | Película | Resultado |
| ---- | ----------- | -------- | --------- |
| 1955 | Mejor actor | Marty    | Ganador   |

Globos de Oro
| Año  | Categoría                           | Película                | Resultado |
| ---- | ----------------------------------- | ----------------------- | --------- |
| 2008 | Mejor actor - Miniserie o telefilme | A Grandpa for Christmas | Nominado  |
| 1956 | Mejor actor - Drama                 | Marty                   | Ganador   |

Premios del Sindicato de Actores
| Año  | Categoría      | Película       | Resultado |
| ---- | -------------- | -------------- | --------- |
| 2011 | SAG Honorífico | SAG Honorífico | Ganador   |

Premios Emmy
| Año  | Categoría                                      | Trabajo                  | Resultado |
| ---- | ---------------------------------------------- | ------------------------ | --------- |
| 2009 | Mejor Actor Invitado - Serie Drama             | ER                       | Candidato |
| 1979 | Mejor Actor de Reparto - Miniserie o Telefilme | Sin novedad en el frente | Candidato |
| 1963 | Mejor Actor - Serie de comedia                 | McHale's Nay             | Candidato |